# 정정 (행정 구역)
정·정(일본어: 町丁 조초[*])은 일본의 최하위 행정 구역인 정·자(町・字) 중 자(字)를 제외한 것을 통틀어 가리키는 표현이다.
시정촌보다 세부적인 하위 행정 구역이며, 자(字)와 대비할 때 주로 도심부에 설치되는 구획이므로 시의 아래에 놓이는 경우가 많으나 반드시 그러한 것은 아니다. 대략 한국의 동에 상당하다. 한편 농촌부에는 보통 한국의 리에 상당하는 자(字)가 설치된다. 위계가 같은 정과 자를 통틀어 정·자(町・字)라고 하며 일본 지방자치법에 의하여 정자는 이에 따른 구역 및 명칭 등에 따른 신설, 변경, 폐지 등의 절차를 거칠 수 있도록 규정된다.
도심부를 더 세부적으로 구분할 필요가 있을 때 정(町)의 하위에 초메(丁目, 정목)를 설치하기도 한다. 그리고 주거 표시상으로 그 하위에 최종적으로 가구 부호 또는 지번이 매겨진다.

## 용어
조초는 정(町)과 정(丁)을 통틀어 가리키는 말인데, 정(町)은 시정촌 하위 구획인 정·자(町・字)의 일종이고 정(丁)은 그것을 세분한 초메(丁目, 정목)의 약자이다. 따라서 실질적으로는 초메가 정(町)보다 더 하위의 구획이나, 일부 법령에서는 각 초메도 그 자체로 하나의 정(町)과 동등한 구획으로 여겨질 수 있다.
다만 '조초'라는 용어의 사용은 한정적으로 다이지린(大辞林) 등 일부 출처에만 쓰이며, 법령 상의 정식 명칭도 단순히 정(町)이다. 정명(町名)이라고도 한다. 시정촌의 일종인 정(町)과는 이름이 동일하나 위계가 다른 전혀 별개의 구분이다.

## 같이 보기
- 스트리트
- 가곽
- 동, 대한민국의 동
- 오아자
- 타이완의 촌리(중국어판)